# Canal des adducteurs
Le canal adducteur (ou canal de Hunter) est un conduit aponévrotique situé dans le tiers inférieur de la cuisse dans la loge fémorale antérieure.

## Structure
Le canal des adducteurs forme le segment inférieur du canal fémoral entre le sommet du triangle fémoral et le hiatus adducteur.
Sa paroi médiale est constituée du muscle sartorius. Sa paroi postérieure est constituée des muscles long adducteur et grand adducteur et sa paroi antérieure par le muscle vaste médial.
Il est individualisé par une forte lame fibreuse au niveau de sa paroi médiale.

## Contenu
Le canal des adducteurs contient l'artère fémorale, la veine fémorale et les branches du nerf fémoral (en particulier le nerf saphène et le nerf du vaste médial),.

## Aspect clinique
Le nerf saphène peut être comprimé dans le canal des adducteurs.
Le canal adducteur est accessible pour un bloc du nerf saphène, souvent utilisé pour traiter la douleur provoquée par cette compression.